# Apanásovka (Kursk)
Apanásovka (en ruso: Апанасовка) es un pueblo ruso perteneciente al óblast de Kursk. Situado en el suroeste del país, forma parte del distrito de Kórenevo.
Entre el 18 de agosto y el 12 de septiembre de 2024 el pueblo fue ocupado por Ucrania en el marco de la Incursión ucraniana en el óblast de Kursk de agosto de 2024. 

## Toponimia
Otro nombre de importancia local es Opanásivka (en ucraniano: Опанасівка).

## Geografía
Apanásovka está situado a orillas del río Muzhitsa, 13 km al sur de Kórenevo y 105 km al suroeste de Kursk. A 9 km está la frontera entre Rusia y Ucrania, y forma parte de la región histórica de Ucrania Libre.

## Historia
El pueblo fue escenario de una incursión en la óblast de Kursk de las Fuerzas Armadas de Ucrania en el transcurso de la guerra ruso-ucraniana.El 15 de agosto, el gobierno ucraniano anunció la formación de una administración militar para brindar ayuda humanitaria a los civiles y mantener la ley y el orden, donde se integró a Apanásovka cuando fue tomada el 18 de agosto.
El 12 de septiembre de 2024, el Ministerio de Defensa de Rusia aseguró en un comunicado que el asentamiento había sido liberado por las tropas rusas.

## Demografía
La evolución demográfica de Apanásovka entre 2002 y 2010 fue la siguiente:
| 261                            | 199 |
| (Fuente: Population of Russia) |     |